# Hexatoma (Eriocera) paenulata
Hexatoma (Eriocera) paenulata is een tweevleugelige uit de familie steltmuggen (Limoniidae). De soort komt voor in het Oriëntaals gebied.